# Johan Diderik Grüner
Johan Diderik Grüner (27. juli 1661 – 25. marts 1712 i Sorø) var en dansk diplomat og amtmand.
Han var en søn af norsk møntmester Frederik Grüner (d. 1674) og Margrethe Boyesen. Han blev født 27. juli 1661, blev student fra Christiania 1680, boede en tid hos Ole Borch, men vendte allerede 1682 hjem til moderen. Med deres slægtning, envoyé Christian Stockfleth fulgtes han 1683 til Stockholm, hvor han 1686 fandt sig en brud i Ebba Cathrine (Christine) Kurck, datter af baron Gustaf Kurch. 1688 ansattes han som sekretær ved gesandtskabet samt kommissær i Stockholm og blev enkemand 1689. 1691 ægtede han Helene Gustafva Svinhufvud (d. 1702), datter af oberst Svinhufvud. 23. december 1693 blev han adlet og 1696 kancelliråd. Da gesandten, Bolle Luxdorph, døde 1698, hjemkaldtes Grüner med løfte om anden passende ansættelse. 1699 udnævntes han til amtmand i Sorø Amt (med ventebrev som skoleforstander), konstitueredes tillige 1700 som amtmand over Ringsted Amt og blev samme år justitsråd (inden sin død blev han etatsråd) samt bestemtes til på ny at være diplomat i Sverige. Som resident studerede han der navnlig bjergvæsenet og varetog tillige diplomatiske hverv for Preussen. 1703 hjemfaldt til ham efter ventebrevet forstanderpladsen for Sorø Skole, hvilken foreløbig ligesom de andre sjællandske embeder besørgedes ved fuldmægtig. 1705 ægtede han i et 3. ægteskab Eva Ranck d. 1755); datter af svensk generalmajor Svend Ranck. Ved krigens udbrud 1709 tilbagekaldtes han og overtog sine embeder i Sorø, hvor han døde 25. marts 1712.
Sønnen Gustav blev dansk general og diplomat. En anden søn af J.D. Grüner med en vis Maria de Rolinck, Johan Grüner (1688-1762), blev som ritmester i Sverige adlet 1720 og grundlagde en lille svensk adelsæt. Da han rent ud nobiliteredes og ikke blot naturaliseredes, kan han også af den grund vanskelig have været ægtefødt.